# Marcelino Pérez Ayllón
Marcelino Pérez Ayllón (Sabadell, 13 d'agost de 1955), conegut futbolísticament com a Marcelino, és un exjugador internacional català de futbol. Després de retirar-se com a jugador, exerceix com a entrenador. Va jugar com a defensa i va desenvolupar gairebé tota la seva trajectòria esportiva a l'Atlètic de Madrid.

## Trajectòria

### Jugador
Marcelino va començar jugant a la seva terra natal, en el Gimnàstic Mercantil (1966-1969), i posteriorment al Centre d'Esports Sabadell, al primer equip del qual es va incorporar el 1972 per fitxar dos anys més tard, el 1974, per l'Atlètic de Madrid, club amb el qual va debutar a Primera Divisió i en el qual va jugar durant deu temporades.
Amb el club madrileny va disputar un total de 253 partits, en què va fer 4 gols. Va jugar 190 partits a primera divisió, marcant 3 gols, 42 a Copa (1 gol) i 21 partits en competicions internacionals.
Va marcar el gol 2.500 de l'Atleti a la Lliga; va ser el 5 d'octubre de 1980 al Calderón, en un partit contra l'Athetic Club, que va acabar 2-1. El seu gol era el 1-1. Després, gairebé al final del partit, Rubio va fer el 2-1 definitiu gràcies a un penal.

#### Selecció espanyola
El debut de Marcelino com a internacional va tenir lloc el 26 d'octubre de 1977, a l'Estadi Vicente Calderón de Madrid. En aquella ocasió la selecció espanyola va guanyar per dues a zero a Romania, en un partit de classificació per al Mundial 78. El seleccionador era László Kubala.
Va jugar un total de 13 partits amb la selecció i va disputar la fase final del Mundial de l'Argentina 78.
El seu últim partit amb Espanya va ser també davant Romania, el 4 d'abril de 1979 a Craiova, en un partit de classificació per l'Eurocopa 1980 en el qual els de Kubala van empatar a dos amb l'equip local.

### Entrenador
Després de penjar les botes, Marcelino va passar a les banquetes. Va ser col·laborador de José Antonio Camacho en el Rayo Vallecano i el Sevilla. La temporada 1993/94 va entrenar, ja en solitari, al Cadis Club de Futbol, en Segona Divisió. Posteriorment ho faria amb el Carabanchel i el Talavera, tornant a actuar com a ajudant, en aquesta ocasió de Fernando Zambrano en el seu club de tota la vida, l'Atlètic de Madrid l'any 2000. El juny de 2011 fitxa pel Tomelloso CF, sent cessat a l'octubre.

## Palmarès
En els seus deu anys en l'Atlètic de Madrid, Marcelino va guanyar una Copa Intercontinental (1975), una Copa del Rei (1976) i una Lliga (1976/77)